# Gran Premio República Argentina
El Gran Premio República Argentina es uno de los clásicos más convocantes del calendario turfístico argentino, para todo caballo de 3 años y más edad, oriundo de cualquier país. Pertenece al Grupo I en la escala internacional y se ha disputado a lo largo de los años en fechas aleatorias (en la década de 2000 en adelante, el 1 de mayo de cada año o días cercanos) en la pista de arena del Hipódromo de Palermo sobre la distancia de 2.000 metros. Es la segunda competencia de mayor jerarquía del calendario anual en este hipódromo, detrás del Gran Premio Nacional.
En sus inicios, se conoció como Gran Premio Internacional, creado en 1887 y como tal se realizó en la arena de Palermo hasta 1940, habitualmente en noviembre, un mes después del Gran Premio Nacional.
Luego de años de descenso en el prestigio, con la creación del Campeonato Palermo de Oro, el República Argentina comenzó a recuperar fulgor. No solo por ser el eslabón final del torneo por puntos que reparte recompensas extra, sino también por el cambio de distancia. El pasaje a 2000 metros, lejano de los 2500 o 3000 metros de las veces anteriores que se realizó en el Argentino, fue la decisión que reinsertó vigorosamente al República Argentina en sus mejores tiempos y, a la vez, puso en valor su recorrido, que es en la actualidad el tiro clásico en todo el mundo. Se estableció como fecha de realización de la carrera el feriado del 1º de mayo de cada año y para sumarle atractivo, se la rodeó de importantes clásicos como el Gran Premio Criadores (en la misma distancia, pero exclusivo para yeguas adultas), el Gran Premio de las Américas-OSAF (para caballos de ambos sexos, de 3 años y más edad, en la milla), el Gran Premio Ciudad de Buenos Aires (para velocistas de ambos sexos, de 3 años y más edad), y dos pruebas del proceso selectivo de productos, el Gran Premio Jorge de Atucha (para hembras, en 1500m) y el Gran Premio Montevideo (para machos, en 1500m).

## Últimos ganadores del Gran Premio República Argentina
| Año  | Ganador              | País | Jockey               | País | Padrillo           | País | Yegua Madre      | País | Criador                              | Caballeriza              | Colores            |
| ---- | -------------------- | ---- | -------------------- | ---- | ------------------ | ---- | ---------------- | ---- | ------------------------------------ | ------------------------ | ------------------ |
| 2025 | Need You Tonight     |      | Maximiliano Aserito  |      | Hat Ninja          |      | En Exceso        |      | Haras El Wing                        | El Wing                  |                    |
| 2024 | El Kodigo            |      | Gustavo Calvente     |      | Equal Stripes      |      | I'm Moving On    |      | Haras Juan Antonio                   | Juan Antonio             |                    |
| 2023 | Miriñaque            |      | Francisco Gonçalves  |      | Hurricane Cat      |      | Langostura       |      | Haras De La Pomme                    | Parque Patricios         |                    |
| 2022 | Nievre               |      | Esteban Torres       |      | Catcher In The Rye |      | Nuit             |      | Haras Carampangue                    | Rodolfo Pedro            |                    |
| 2021 | Tetaze               |      | William Pereyra      |      | Equal Stripes      |      | Delirada         |      | Haras Juan Antonio                   | Egalite De 9             |                    |
| 2020 | No hubo por pandemia |      |                      |      |                    |      |                  |      |                                      |                          |                    |
| 2019 | Alampur              |      | Wilson Moreyra       |      | Catcher In The Rye |      | Alzehba          |      | Haras Santa Inés                     | Asunción                 | Horse racing silks |
| 2018 | Logrado              |      | Wilson Moreyra       |      | Manipulator        |      | Lincay           |      | Haras Avourneen                      | Aleluya                  | Horse racing silks |
| 2017 | El Margot            |      | Altair Domingos      |      | El Garufa          |      | Reina Margot     |      | Luis María Aramburu                  | Don Luis                 | Horse racing silks |
| 2016 | El Margot            |      | Altair Domingos      |      | El Garufa          |      | Reina Margot     |      | Luis María Aramburu                  | Don Luis                 | Horse racing silks |
| 2015 | Río Vettel           |      | Walter Aguirre       |      | True Cause         |      | Regal Compact    |      | Francisco Fraguas                    | La Frontera              | Horse racing silks |
| 2014 | Mystery Train        |      | Mario Leyes          |      | Not For Sale       |      | American Whisper |      | Haras Arroyo de Luna                 | Mate y Venga             | Horse racing silks |
| 2013 | Di Giorgio           |      | Eduardo Ortega Pavón |      | Star Dabbler       |      | Devonia          |      | Haras Futuro                         | Haras Pozo de Luna       | Horse racing silks |
| 2012 | Expressive Halo      |      | Gustavo Calvente     |      | Halo Sunshine      |      | Embrace Moi      |      | Haras Abolengo                       | Axel                     | Horse racing silks |
| 2011 | Star Runner          |      | José Ricardo Méndez  |      | Southern Halo      |      | Star Brown       |      | Haras La Quebrada                    | El Zonda                 | Horse racing silks |
| 2010 | Lingote de Oro       |      | José Ricardo Méndez  |      | Orpen              |      | Laika            |      | Haras La Providencia                 | Keyser Soze              | Horse racing silks |
| 2009 | Calidoscopio         |      | Pablo Falero         |      | Luhuk              |      | Calderona        |      | Haras La Quebrada                    | Doña Pancha              | Horse racing silks |
| 2008 | Eyeofthetiger        |      | Edwin Talaverano     |      | Tempranero         |      | Coy Sister       |      | Alessandro Arcangeli                 | Don David                | Horse racing silks |
| 2007 | Potri Flash          |      | Carlos Méndez        |      | Potridoon          |      | Niagara Falls    |      | Haras Gavroche                       | Gavroche                 | Horse racing silks |
| 2006 | Badajo               |      | Jorge Valdivieso     |      | Roy                |      | Baldeada         |      | Haras Vacación                       | Los Cerrillos            | Horse racing silks |
| 2005 | Roots                |      | José Ricardo Méndez  |      | Petit Poucet       |      | Royal Stand      |      | Haras El Turf                        | El Turf                  | Horse racing silks |
| 2004 | Mr. Redford          |      | Jorge Valdivieso     |      | Numerous           |      | Cara y Linda     |      | Haras Firmamento                     | Gabigu                   | Horse racing silks |
| 2003 | Rey Rex              |      | Pablo Falero         |      | L'Express          |      | Inculpada        |      | Haras La Borinqueña                  | Américo A.               | Horse racing silks |
| 2002 | Dr. Ciro             |      | Juan Carlos Noriega  |      | Engrillado         |      | Pura Vida        |      | Jorge Curutchet y Javier Zubizarreta | F.F.C.                   | Horse racing silks |
| 2001 | Maipo Fitz           |      | Jorge Valdivieso     |      | Fitzcarraldo       |      | Vedette Girl     |      | Haras Firmamento                     | Carmari                  | Horse racing silks |
| 2000 | Sei Mi               |      | Horacio Karamanos    |      | Potrillazo         |      | Seine            |      | Haras Las Dos Manos                  | Mirko                    | Horse racing silks |
| 1999 | Desirable            |      | José Padilla         |      | Equalize           |      | Desiree          |      | Haras El Turf                        | Joseianita               | Horse racing silks |
| 1998 | Lazy Lode            |      | Jorge Valdivieso     |      | Lode               |      | Lazy Fables      |      | Haras San Ignacio de Loyola          | Thoroughbred Co.         | Horse racing silks |
| 1997 | Alpino Fitz          |      | Horacio Karamanos    |      | Fitzcarraldo       |      | Alp              |      | Haras Firmamento                     | Haras Los Tres Vasquitos | Horse racing silks |
| 1996 | Condor Cal           |      | Jacinto Herrera      |      | Hesical            |      | Qué Dorada       |      | Haras Cumeneyén                      | Cumeneyén                | Horse racing silks |
| 1995 | Potridoon            |      | Pablo Falero         |      | Potrillazo         |      | Palm             |      | Haras La Madrugada                   | Tori                     | Horse racing silks |
| 1994 | Azagal               |      | Pablo Falero         |      | Ahmad              |      | Azalita          |      | Haras La Madrugada                   | Tori                     | Horse racing silks |
| 1993 | Cayumanque           |      | Pedro Cerón          |      | El Morgon          |      | Recoleta         |      | Haras Dadinco                        | Haras Dadinco            | Horse racing silks |
| 1992 | Oceanside            |      | Jacinto Herrera      |      | Babor              |      | Oh Sun           |      | Haras La Quebrada                    | La Quebrada              | Horse racing silks |
| 1991 | Romanee Conti        |      | Natalio Mezzotero    |      | Saint Sever        |      | Romanee          |      | Haras Ojo de Agua                    | Ernestito                | Horse racing silks |
| 1990 | Ultrasonido          |      | Oscar Zapata         |      | Noble Quillo       |      | Ultrasonic       |      | Haras El Turf                        | Don Henry                | Horse racing silks |